# フレスポ能代
フレスポ能代（フレスポのしろ）は、秋田県能代市字下野にあるショッピングモール。大和リースが開発し、管理・運営は大和リースの子会社、大和運営管理が行っている。

## 概要
能代市字下野の国道7号沿いに、大和工商リース（現在の大和リース）が秋田県で4番目に開発したショッピングモール。核店舗は「薬王堂フレスポ能代店」。薬王堂としては、2006年9月にオープンした「薬王堂能代落合店」に次いで能代市で2番目の店舗である。
洋服の青山やマックハウス、シュープラザの3店舗については、能代市字芝童森にあった「洋服の青山能代店」「マックハウス能代店」「シュープラザ能代店」がそれぞれ移転、改称したものである。
能代市に本社を置く株式会社サークスがフランチャイジーの「モスバーガー能代店」は、1981年10月に秋田県でのモスバーガー第1号店、東北地方でも5番目の店舗としてオープン。1991年4月に能代市字東大瀬の国道7号沿いに移転。2006年11月にはフレスポ能代内に移転し、ドライブスルーも併設する店舗になった。2007年4月にはフレスポ能代内にサークスが運営する回転寿司「つどい亭能代店」がオープンした。

## 沿革
- 2006年（平成18年）
  - 11月28日 - 「薬王堂フレスポ能代店」と「モスバーガー能代店」先行オープン。
  - 12月1日 - 「フレスポ能代」グランドオープン。
- 2007年（平成19年）4月19日 - 「つどい亭能代店」オープン。
- 2016年（平成28年）10月 - 「つどい亭能代店」閉店。
- 2018年（平成30年）1月20日 - 「シュープラザフレスポ能代店」閉店。
- 2019年（令和元年）5月24日 - 「酒のやまや能代店」オープン。
- 2020年 (令和2年) 11月12日  - 「TSUTAYAプレスポ能代店」オープン。
- 2021年 (令和3年) 10月17日 - イオンタウン能代に移転のため「マックハウスフレスポ能代店」閉店。

## テナント
- TSUTAYA フレスポ能代店
- 洋服の青山 フレスポ能代店
- モスバーガー 能代店
- 酒のやまや 能代店